# モーズグズ
モーズグズ（モドグン、モッドグンとも。古ノルド語: Móðguðr。綴りは他にModgudなど）は、北欧神話に登場する、ギャッラルブルーの橋の監視役の巨人女性である。
彼女は『スノッリのエッダ』第一部『ギュルヴィたぶらかし』第49章に登場する。
生命を失いヘルへ向かう者が、モーズグズに自分の名と用向きを述べれば、モーズグズはギョッル川の片岸から向こう岸へ渡るのを許していた。
ヘルモーズがバルドルの身請けを企ててヘルへ向かう途中、モーズグズのいるところに通りかかった。モーズグスは彼が死者に見えないことに気付いて用向きを尋ね、さらにヘルへの行き方を教えた。